# حبيل بن صلاح (ردفان)

تعديل مصدري - تعديل

حبيل بن صلاح هي إحدى قرى عزلة الحبيلين بمديرية ردفان التابعة لمحافظة لحج، بلغ تعداد سكانها 31 نسمة حسب تعداد اليمن لعام 2004.